# Kay Fisker
Kay Fisker (1893 - 1965) arquitecto danés, nacido en Copenhague. Estudió en la Escuela de Arquitectura de la Academia de Bellas Artes de Copenhague. En su juventud colaboró con arquitectos como Aage Rafn, Sigurd Lewerentz o Gunnar Asplund. En su carrera se centró en proyectos de gran escala, sobre todo de viviendas realizadas con un sistema de construcción tradicional.